# Rue Foucault
La rue Foucault est une voie du 16e arrondissement de Paris, en France.

## Situation et accès
La rue Foucault est une voie publique située dans le 16e arrondissement de Paris. Elle débute au 30, avenue de New-York et se termine au 11-17, rue Fresnel.

## Origine du nom

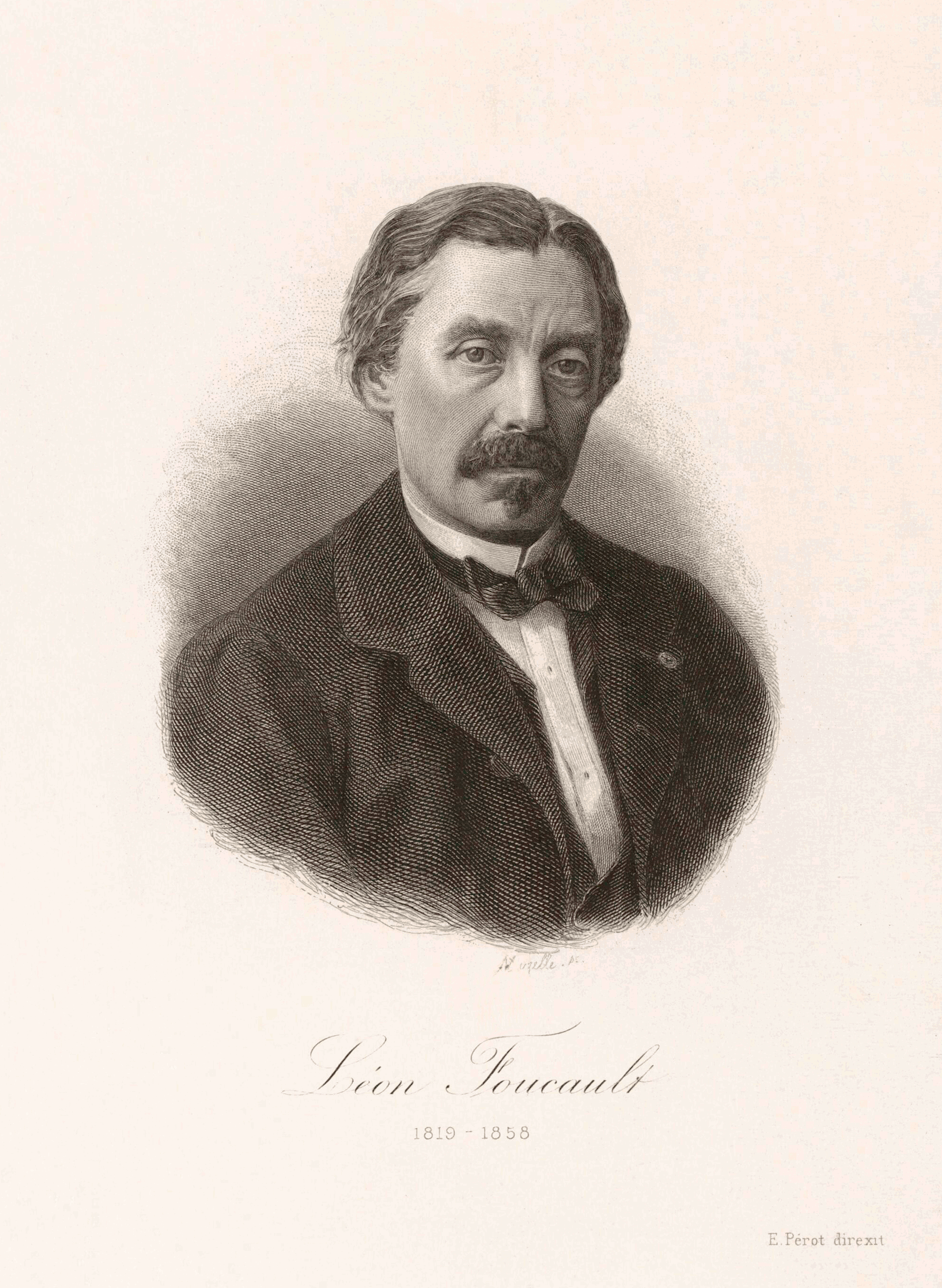
Léon Foucault.

Elle porte le nom du physicien français Jean Bernard Léon Foucault (1819-1868), membre de l'Académie des sciences.

## Historique
La rue est issue du lotissement du terrain de 2 hectares situé actuellement entre les jardins du Trocadéro, le palais de Tokyo, la Seine et l'avenue d'Iéna sur lequel s'étaient édifiés à partir de 1818 l'atelier du chimiste Charles Derosne pour la construction de matériel de distillation au 7 rue des Batailles (emplacement de l'actuelle avenue d'Iéna) puis le siège social et l'usine de la Société Ch.Derosne et Cail  ensuite société Cail , progressivement étendues jusqu'au quai Debilly. Cette usine qui construisait du matériel pour les sucreries, des machines-outils puis, à partir de 1844, des locomotives, dont les célèbres Crampton, était la plus importante entreprise industrielle de Paris employant 1500 ouvriers dans les années 1850.
L'usine fut détruite par un incendie en 1865 et les ateliers transférés à l'usine de Grenelle. L'usine de Chaillot ne fut pas reconstruite  et les rues Fresnel et Foucault furent tracées en 1877 sur le terrain du lotissement des installations abandonnées,.
Cette voie est ouverte par la Ville de Paris et prend sa dénomination par un décret du 10 novembre 1877.
Jean Sablon vécu au no 6.